# Глушица (Чудовский район)
Глуши́ца — деревня в составе Трегубовского сельского поселения в Чудовском муниципальном районе Новгородской области, расположена на реке Глушица — левом притоке реки Полисть, вблизи её устья.

## История
В начале XX века деревня входила в состав Спасско-Полистьской волости Новгородского уезда. В Глушице было 43 жилых дома, в которых проживало 272 человека. Во время Великой Отечественной войны деревня оказалась в зоне ожесточенных боёв Волховского фронта и была полностью разрушена.
При наступлении немецкой 21-й пехотной дивизии по дороге на Чудово ей заступила путь 311-я стрелковая дивизия. 18 августа 1941 года немцам удалось рассеять русские части с помощью авиации и самоходных штурмовых орудий. В результате этого боя личный состав 1069-го полка под командованием Н. И. Банюка был полностью уничтожен и пропал без вести в районе реки Глушица западнее шоссе Новгород-Чудово.

## Изображения

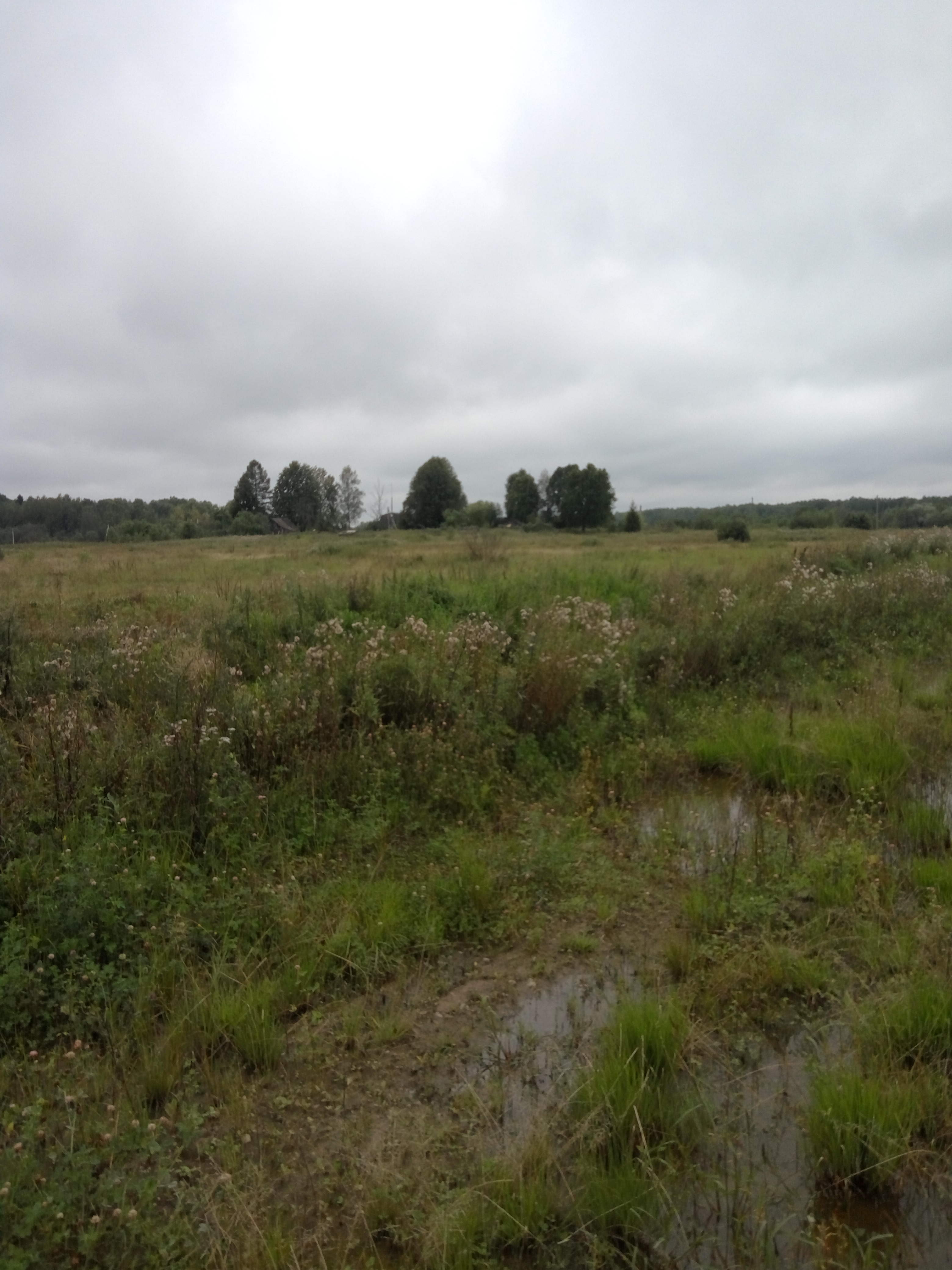
Вблизи деревни Глушица
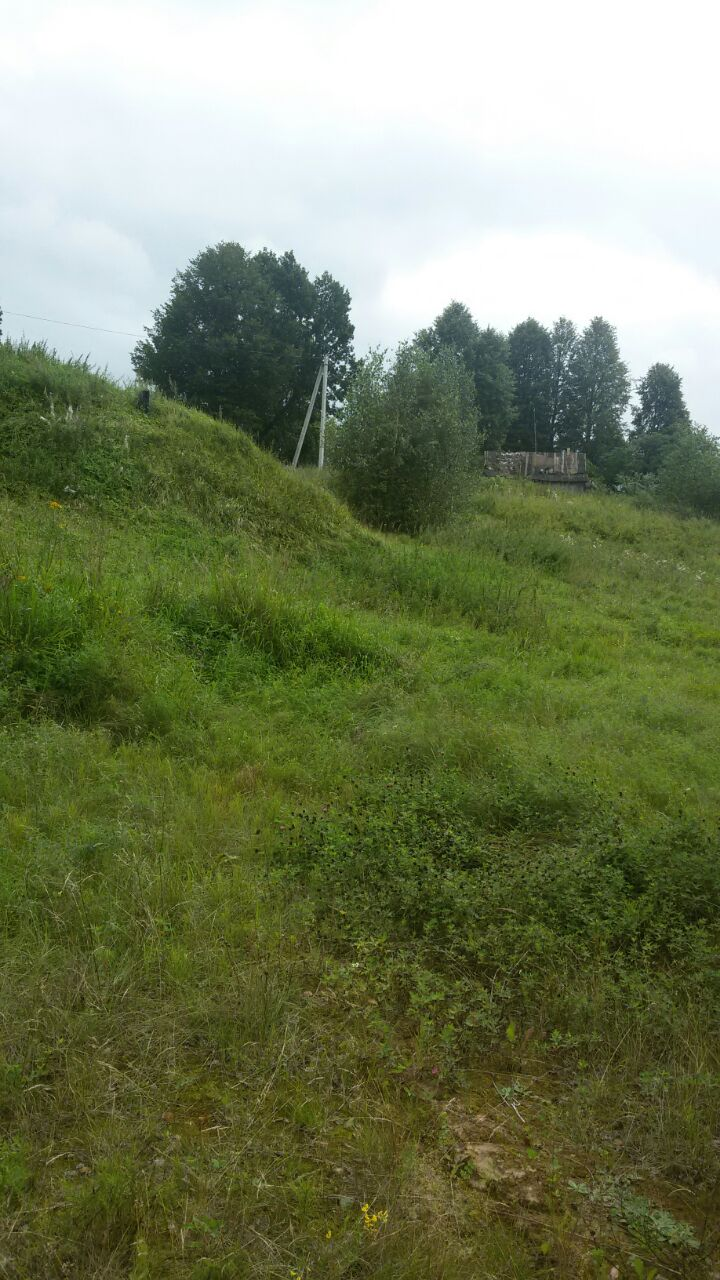
Общий вид на деревню
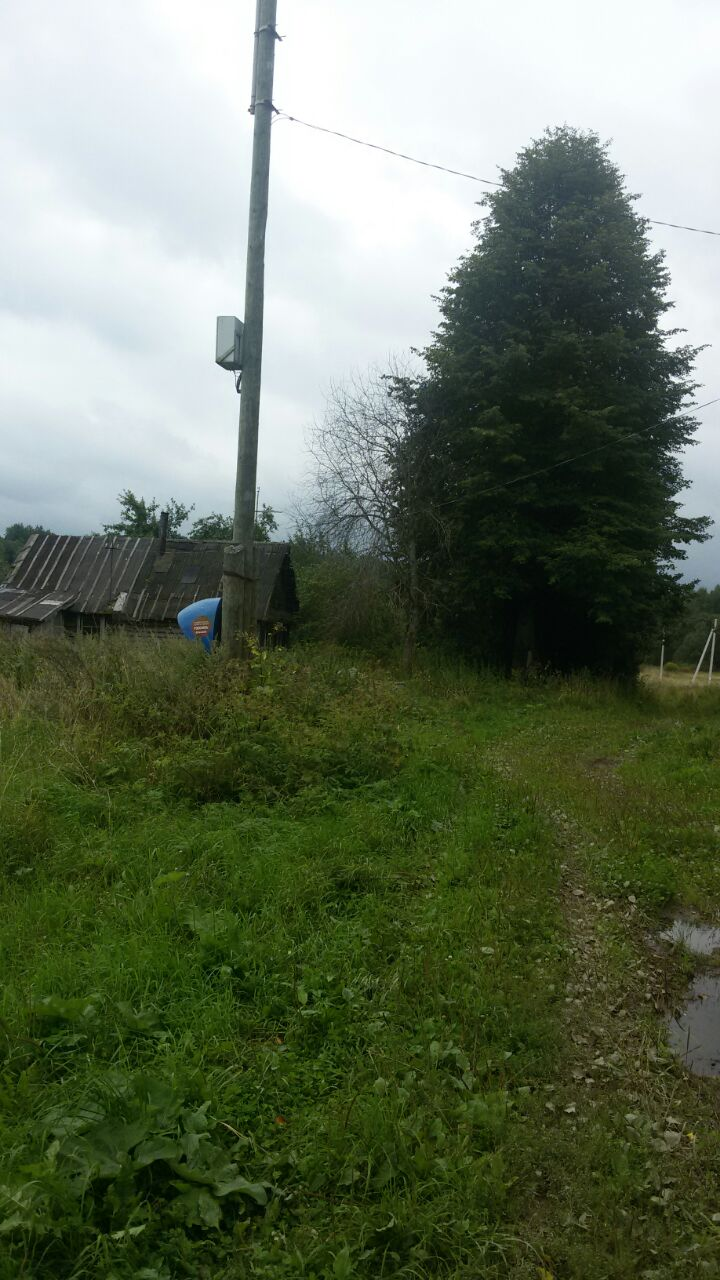
Центр деревни